# Etel Doidž
Etel Meri Doidž (1887–1965) bila je britanski i južnoafrički mikologist i bakteriolog.
Doidž je rođena u Notingemu u Engleskoj 31. maja 1887. godine, a školovala se u Južnoj Africi u školi Epvort u Velingtonu. godine 1908. godine pridružila se Poljoprivrednom odeljenju Transval kao asistent doktoru I.B. Poljak Evansa. Godine 1909. joj je Univerzitet na Rtu dobre nade dodelio titulu magistra, a 1914. stekla je doktorat; bila je prva žena koja je doktorirala u Južnoj Africi. Njena teza bila je naslovljena Bakterijska bolest manga, Bacillus mangiferae.  Ova bakterijska bolest manga, Bacillus mangiferae, ranije nije bila poznata van Južne Afrike i nanela je značajne gubitke tamošnjim uzgajivačima manga nekoliko godina. Već 1912. izabrana je za člana Lineanskog društva (F.L.S). Postavljena je za pomoćnika šefa Odeljenja za botaniku i patologiju biljaka 1919. godine, a za glavnog patologa biljaka postala je 1929. godine, položaj na kojem je bila do penzionisanja 1942. godine. Njene službe zadržane su još četiri godine, a za to vreme je završila svoj rad Južnoafričke gljive i lišajevi.
Svojim znanjem iz bakteriologije i mikologije uspela je da reši probleme od značaja za poljoprivredu. Etel je imenovana za članicu prvog saveta Južnoafričkog univerziteta. Bila je jedan od osnivača Južnoafričkog biološkog društva i 1922. godine dobila je glavnu nagradu Društva, Spomen-medalju višeg kapetana Skota, za istraživanje južnoafričke biljne patologije.

## Publikacije
- A BACTERIAL DISEASE OF THE MANGO. BACILLUS MANGIFERAE N.SP. Annals of Applied Biology (PhD). 2. 1915. стр. 1—45. ISSN 0003-4746. doi:10.1111/j.1744-7348.1915.tb05424.x.
- The South African Fungi and Lichens to the End of 1945. Government Printer, South Africa. 1950.
- „A TOMATO CANKER”. Annals of Applied Biology. 7 (4): 407—430. 1921. ISSN 0003-4746. doi:10.1111/j.1744-7348.1921.tb05528.x.
- „A Bacterial Blight of Pear Blossoms Occurring in South Africa”. Annals of Applied Biology. 4 (1–2): 50—74. 1917. ISSN 0003-4746. doi:10.1111/j.1744-7348.1917.tb05904.x.
- „South African Microthyriaceae”. Transactions of the Royal Society of South Africa. 8 (1): 235—282. 1919. ISSN 0035-919X. doi:10.1080/00359191909520002.

## Spoljašnje veze
- Google Books bibliografija